# Golpe de Estado en Perú de 1948
El golpe de Estado en Perú del 27 de octubre de 1948 fue un golpe de Estado ocurrido en dicha fecha y liderado por el general de brigada Manuel Odría junto a la guarnición de Arequipa, que se sublevó en la llamada «Revolución Restauradora», en contra del gobierno de José Luis Bustamante y Rivero. El golpe militar dio paso a un periodo de casi veinte meses donde se procesó al depuesto presidente, se decretó el estado de emergencia en todo el país y se disolvió el Congreso nacional.

## Antecedentes
José Luis Bustamante y Rivero llegó a la presidencia peruana en las elecciones de 1945 con el apoyo del Frente Democrático Nacional, una alianza de partidos entre los que se encontraban el APRA (bajo la denominación de «Partido del Pueblo»), el Partido Comunista Peruano, y otros partidos democráticos y de tendencias izquierdistas. Contó además con el apoyo de sindicalistas y las clases populares.
Su gobierno de Bustamante y Rivero tuvo que enfrentar difíciles situaciones políticas y sociales, como el predominio del APRA en el Congreso y el enfrentamiento posterior entre ejecutivo y legislativo, y el asesinato presuntamente a manos de apristas del director del diario La Prensa, Francisco Graña Garland. Las discrepancias entre los sectores conservadores y militares con el gobierno por la negativa a distanciarse del APRA hizo que la crisis escalase hasta la dimisión del gabinete presidido por Julio Ernesto Portugal.
El punto de inflexión para que la oligarquía exportadora y los sectores antiapristas inicien el camino a la toma del poder mediante un golpe de Estado sucedió el 3 de octubre de 1948 con la sublevación de la marinería en El Callao, alentada por el APRA y militares afines.

## Hechos
El 27 de octubre de 1948, Manuel Odría, quien había sido ministro de Gobierno y Policía del gobierno de Bustamante y Rivero, se sublevó a la cabeza de la guarnición de Arequipa. Denominó a su acto subversivo como la «Revolución Restauradora». Leyó visiblemente nervioso a través de Radio Continental su Manifiesto a la Nación, en el que declaró lo siguiente:

la revolución que estalló en Arequipa es por una causa justa, noble y patriótica: salvar a los institutos armados que son la base de la defensa nacional; reconstruir la vida democrática, restablecer el imperio de la Constitución y, finalmente, terminar con el período de miseria y de hambre que agobia a nuestro pueblo.

Las demás guarniciones del país, como la del Cuzco y las del norte del país, dudaron en plegarse al movimiento iniciado en Arequipa, pero el triunfo de este se decidió cuando la guarnición de Lima, al mando del general Zenón Noriega se sumó a Odría. El golpe de Estado culminó con éxito con la deportación del presidente Bustamante hacia Buenos Aires, Argentina. Noriega asumió el poder interino, como Presidente de la Junta Militar, hasta la llegada de Odría (29 de octubre de 1948).